# Podział administracyjny Tajwanu
Podział administracyjny Tajwanu (Republiki Chińskiej) – ze względu na fakt, że Tajwan od 1949 roku kontroluje jedynie terytorium wyspy Tajwan i niewielkich wysp w pobliżu, poniższy artykuł dotyczy jedynie podziału administracyjnego na tym terytorium, choć oparty jest on na zasadach konstytucji z 1946 roku, odnoszącej się do całego obszaru, który Tajwan uważa za jej legalne terytorium. Dla ułatwienia zarządzania kontrolowanym od 1949 roku terytorium konstytucja ta była kilkakrotnie nowelizowana.
Ponieważ na kontrolowanym przez Tajwan terytorium znajdują się tylko dwie (a właściwie jedna i skrawek drugiej) prowincje, władze prowincjonalne powielałyby zadania władzy centralnej. Dlatego nowelizacja konstytucji pozbawiła prowincje statusu jednostek samorządu terytorialnego oraz samodzielności budżetowej. Ich władze są obecnie częścią Izby Wykonawczej (rządu centralnego). Na wniosek premiera prezydent powołuje dziewięcioosobowy rząd prowincji, w skład którego wchodzi gubernator prowincji, oraz prowincjonalną radę konsultacyjną.
Jeśli chodzi o podział zadań między władzami centralnymi a samorządowymi, władzom centralnym konstytucja przyznaje kompetencje ustawodawcze i prawodawcze w zakresie polityki zagranicznej, obrony, prawa karnego i cywilnego, handlowego, wymiaru sprawiedliwości, finansów państwa (w tym podziału funduszy między władze centralne a lokalne), systemu pieniężno-bankowego, handlu międzynarodowego, miar i wag oraz kwestii gospodarczych państw obcych i ich obywateli. W pozostałych obszarach władza jest podzielona między jednostki centralne a lokalne, zgodnie z ogólną zasadą, że w sprawach „z natury” dotyczących spraw powiatowych decydują powiaty, a w sprawach „z natury” ogólnokrajowych – władze centralne. Przypadki wątpliwe rozsądza rząd (Izba Wykonawcza / Yuan Wykonawczy).

## Szczeble podziału administracyjnego
Według przepisów konstytucji poniżej władz centralnych znajdują się prowincje i miasta wydzielone, niżej zaś – miasta i powiaty. Na Tajwanie, na mocy ustawy z 25 stycznia 1999, rozszerzono ten podział, tworząc strukturę pięciostopniową, pokazaną w tabeli poniżej.
| Poziom | 1.                                                                                  | 2.                                                           | 3.                                                                      | 4.                                                  | 5.                                    |
| --- | ----------------------------------------------------------------------------------- | ------------------------------------------------------------ | ----------------------------------------------------------------------- | --------------------------------------------------- | ------------------------------------- |
| Jednostka terytorialna | Miasta wydzielone (chiń. trad. 直轄市; pinyin zhíxiáshì) (6)                        | Miasta wydzielone (chiń. trad. 直轄市; pinyin zhíxiáshì) (6) | Terytoria aborygeńskie (chiń. trad. 原住民區; pinyin yuánzhùmín qū) (6) | Wsie (jako część miast) (chiń. trad. 里; pinyin lǐ) | Osiedla (chiń. trad. 鄰; pinyin lín)) |
| Jednostka terytorialna | Miasta wydzielone (chiń. trad. 直轄市; pinyin zhíxiáshì) (6)                        | Miasta wydzielone (chiń. trad. 直轄市; pinyin zhíxiáshì) (6) | Dzielnice (chiń. trad. 區; pinyin qū) (164)                             | Wsie (jako część miast) (chiń. trad. 里; pinyin lǐ) | Osiedla (chiń. trad. 鄰; pinyin lín)) |
| Jednostka terytorialna | Prowincje (chiń. trad. 省; pinyin shěng) (2) włączone w struktury rządu centralnego | Miasta na prawach powiatu (chiń. trad. 市; pinyin shì) (3)   |                                                                         | Wsie (jako część miast) (chiń. trad. 里; pinyin lǐ) | Osiedla (chiń. trad. 鄰; pinyin lín)) |
| Jednostka terytorialna | Prowincje (chiń. trad. 省; pinyin shěng) (2) włączone w struktury rządu centralnego | Powiaty (chiń. trad. 縣; pinyin xiàn) (13)                   | Miasta (chiń. trad. 縣轄市; pinyin xiànxiáshì) (14)                     | Wsie (jako część miast) (chiń. trad. 里; pinyin lǐ) | Osiedla (chiń. trad. 鄰; pinyin lín)) |
| Jednostka terytorialna | Prowincje (chiń. trad. 省; pinyin shěng) (2) włączone w struktury rządu centralnego | Powiaty (chiń. trad. 縣; pinyin xiàn) (13)                   | Gminy (miejskie) (chiń. trad. 鎮; pinyin zhèn) (38)                     | Wsie (jako część miast) (chiń. trad. 里; pinyin lǐ) | Osiedla (chiń. trad. 鄰; pinyin lín)) |
| Jednostka terytorialna | Prowincje (chiń. trad. 省; pinyin shěng) (2) włączone w struktury rządu centralnego | Powiaty (chiń. trad. 縣; pinyin xiàn) (13)                   | Gminy (wiejskie) (chiń. trad. 鄉; pinyin xiāng) (122)                   | Wsie (chiń. trad. 村; pinyin cūn)                   | Osiedla (chiń. trad. 鄰; pinyin lín)) |
| Jednostka terytorialna | Prowincje (chiń. trad. 省; pinyin shěng) (2) włączone w struktury rządu centralnego | Powiaty (chiń. trad. 縣; pinyin xiàn) (13)                   | Gminy (aborygeńskie) (chiń. trad. 山地鄉; pinyin shāndì xiāng) (24)     | Wsie (chiń. trad. 村; pinyin cūn)                   | Osiedla (chiń. trad. 鄰; pinyin lín)) |
| W sumie | 22                                                                                  | 22                                                           | 368                                                                     | 7,851                                               | 147,785                               |
| Uwagi: 1. Prowincje nie są jednostkami samorządnymi i ich władze są częścią struktury rządu (Izby Wykonawczej / Yuanu Wykonawczego). 2. W języku chińskim wszystkie miasta (wydzielone, na prawach powiatu itp.) mają w pełnej nazwie słowo „miasto” (市, shì). 3. Jednostki posiadające instytucje samorządu terytorialnego zostały pogrubione. |                                                                                     |                                                              |                                                                         |                                                     |                                       |

## Obecny podział administracyjny
Obecne przepisy przewidują następujące zasady tworzenia jednostek administracyjnych:
- Jeśli jednostka ma powyżej 1,25 mln mieszkańców, może stać się miastem wydzielonym
- Jeśli liczba ludności zawiera się między 1,25 mln a 0,5 mln mieszkańców, może stać się miastem na prawach powiatu
- Jeśli jednostka ma między 500 a 150 tys. mieszkańców, może stać się miastem[3].

W 2013 na Tajwanie było pięć miast wydzielonych (Tajpej, Nowe Tajpej, Taizhong, Tainan i Kaohsiung) (w 2014 status miasta wydzielonego uzyskał także Taoyuan) oraz dwie prowincje:
1. Tajwan – dzielącą się na 11 powiatów i trzy miasta
  - Miasta: 
    - Jiayi
    - Keelung
    - Xinzhu

  - Powiaty:
    - Jiayi
    - Hualian
    - Miaoli
    - Nantou
    - Peskadory
    - Pingdong
    - Taidong
    - Xinzhu
    - Yilan
    - Yunlin
    - Zhanghua
2. Fujian – dzielącą się na dwa powiaty (podzielone z kolei na 10 gmin)
  - Powiaty:
    - Kinmen
    - Lianjiang

|  | Nazwa jednostki           | Ideogramy | Hanyu pinyin | Pe̍h-ōe-jī    | Liczba |
|  | ------------------------- | --------- | ------------ | ------------ | ------ |
|  | Miasto wydzielone         | 直轄市    | zhíxiáshì    | ti̍t-hat-chhī | 6      |
|  | Miasto na prawach powiatu | 市        | shì          | chhī         | 3      |
|  | Powiat                    | 縣        | xiàn         | koān         | 13     |

Rady powiatów (xian yihui) oraz stojący na ich czele starostowie (xianzhang), rady miejskie (miast „zwykłych”, na prawach powiatów, wydzielonych) oraz ich burmistrzowie, rady gminne oraz ich wójtowie są wybierani w wyborach powszechnych na czteroletnią kadencję.